# Luc, Hautes-Pyrénées
Luc är en kommun i departementet Hautes-Pyrénées i regionen Occitanien i sydvästra Frankrike. Kommunen ligger i kantonen Tournay som tillhör arrondissementet Tarbes. År 2022 hade Luc 175 invånare.

## Befolkningsutveckling
Antalet invånare i kommunen Luc
| Referens: INSEE |